# GEOFOX
GEOFOX ist der Name eines Fahrgastinformationssystems, ein eingetragenes Warenzeichen des Unternehmens HBT Hamburger Berater Team GmbH.
Die Software wurde 1990 unter dem Namen „FIS“ in Zusammenarbeit mit dem damaligen Labor für Künstliche Intelligenz an der Universität Hamburg entwickelt. Der Hamburger Verkehrsverbund (HVV) ist Lizenznehmer und nutzt GEOFOX seit 1993. Seit Januar 1998 wird GEOFOX als Online-Dienst bereitgestellt. Das System ist in die Website des HVVs eingebunden und wird auch als Backend für diverse weitere Dienste genutzt.

## Varianten
Die wichtigste Variante ist die Auskunft über die HVV-Website.
Auch für die Telefonauskunft unter der Nummer 040/19449 dient GEOFOX als Back-End.
Bis 2006 wurde regelmäßig zum Fahrplanwechsel eine CD-ROM-Version für den heimischen PC oder Mac herausgegeben.
Bis 2014 konnte man per SMS eine Kurz-Auskunft erhalten. Dazu mussten die Anfragedaten in einer bestimmten Syntax eingegeben werden. Durch die Verbreitung des mobilen Internets verlor dieser Dienst an Bedeutung und wurde eingestellt.
Seit 2018 basiert die Web-Version auf Responsive Webdesign und ist als Single-Page-Webanwendung auch für mobilen Endgeräte optimiert.
Seit 2021 benutzen auch die HVV-Apps Geofox als Service.
Das Routing steht per API auch für Dritt-Anwendungen zur Verfügung.

## Features
Das zentrale Feature von GEOFOX ist die Verbindungssuche. Damit ist ein individueller Fahrplan für eine bestimmte Strecke zu einer bestimmten Zeit unter bestimmten Suchbedingungen gemeint.
Dabei werden Echtzeit-Verspätungsdaten berücksichtigt, es gibt diverse Suchoptionen für individuelle Vorlieben, der Weg zur Haltestelle wird über ein Wegerouting ermittelt und es ist auch möglich, barrierefreie Routen abzufragen.
Weitere Features sind eine interaktive Karte, Haltestellenaushänge, Linienfahrpläne, Abfahrtslisten, Haltestellen-Informationen, und vieles mehr. Das System kennt den Betriebszustand aller Aufzüge im HVV-Gebiet. Man kann die aktuellen Positionen und Bewegungen aller Busse und Bahnen auf der Karte visualisieren lassen.